# Estrecho de Puget
El estrecho de Puget (en inglés: Puget Sound) es un profundo entrante del océano Pacífico localizado en la región del Pacífico Noroeste de América del Norte. Administrativamente, sus aguas y costas pertenecen al estado de Washington de los Estados Unidos.
La orografía del estrecho es muy compleja, formada por un sistema de islas y bahías intercomunicadas entre sí y con el estrecho de Juan de Fuca. La mayor conexión con el estrecho de Juan de Fuca es el Admiralty Inlet y la menor es el Deception Pass. A través de Deception Pass fluye el 2% del total de la marea que se intercambia entre el estrecho de Puget y el estrecho de Juan de Fuca. El estrecho de Puget se extiende unos 160 km desde Deception Pass, en el norte, hasta Olympia en el sur. La profundidad media es de 62,48 m, siendo la profundidad máxima de 283,4 m, en Point Jefferson, entre Indianola y Kingston.
El término Puget Sound se utiliza no sólo para referirse al estrecho de agua, sino también para hablar de toda la región que lo rodea, en donde se ubica el área metropolitana de Seattle, la decimoquinta área estadística metropolitana más grande de los Estados Unidos, con una población de 4.018.762 habitantes según el censo de 2020, lo que supone más de la mitad de la población total del estado de Washington. El estrecho de Puget es, además, el segundo mayor estuario de los Estados Unidos, sólo por detrás de la Bahía de Chesapeake, en Maryland y Virginia.

## Nombre y definición
Existen varias definiciones sobre la extensión y límites del estrecho de Puget.
En 1792 George Vancouver dio el nombre de Puget's Sound (estrecho de Puget) a las aguas del estrecho de Tacoma, en honor de Peter Puget, un teniente que le acompañaba en la expedición Vancouver. El nombre se usó también más tarde, para definir a las aguas al norte de Tacoma Narrows.
El USGS define el estrecho de Puget como todas las aguas comprendidas entre las siguientes tres entradas:
- la primera es la de Admiralty Inlet, que está en línea entre Point Wilson, en la península Olímpica, y Point Partridge, en la isla Whidbey.
- La segunda está en Deception Pass, que transcurre en la línea entre West Point, en la isla Whidbey hacia la isla Deception, y Rosario Head, en la isla Fidalgo
- la tercera se encuentra en el canal de Swinomish, que conecta la bahía de Skagit y la bahía de Padilla.

En esta definición están incluidas las aguas del canal de Hood, del Admiralty Inlet, del Possession Sound, de Saratoga Passage, y varios más. No se incluye ni la bahía de Bellingham, ni la bahía de Padilla, ni las aguas de las islas San Juan y nada más al norte de estas.
Otra definición dada por la NOAA subdivide el estrecho de Puget en cinco subregiones. Cuatro de ellas son regiones que se corresponden con la definición del USGS, pero la quinta, llamada "Northern Puget Sound" incluye una extensa región adicional. Está limitada por el norte por la frontera internacional con Canadá, mientras que el límite por el oeste lo define una línea que va desde la desembocadura del río Sekiu en la península Olímpica. En esta definición están inlcluidas en el estrecho de Puget amplias regiones del estrecho de Juan de Fuca y del estrecho de Georgia.
Un término alternativo para el estrecho de Puget, empleado únicamente por algunos nativos norteamericanos y grupos proteccionistas, es Whulge (o Whulj), una anglización derivada del nombre en  Lushootseed 'Wulch, que significa "Agua Salada". Desde 2009, la United States Board on Geographic Names ha establecido el término Salish Sea para definir la unión de las aguas del estrecho de Puget, el estrecho de Juan de Fuca, y el estrecho de Georgia. Muchas veces el término “estrecho de Puget” es también empleado para incluir las aguas del la bahía de Bellingham y la región de las islas San Juan.

## Historia

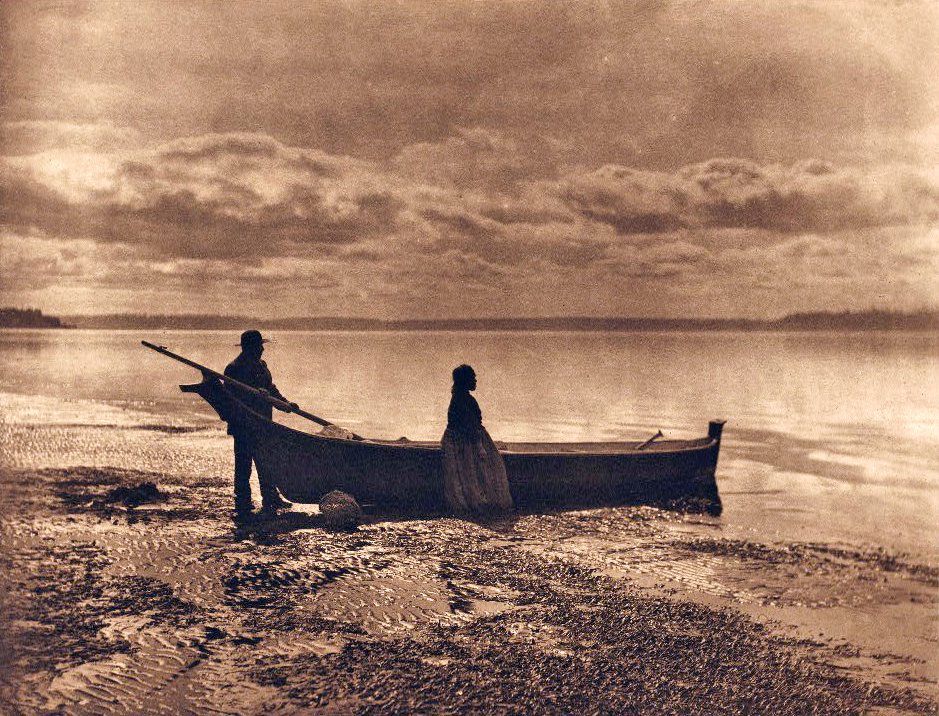
Anochecer sobre el estuario de Puget, por Edward S. Curtis, 1913.

George Vancouver exploró el estrecho de Puget en 1792. Vancouver lo reclamó para el Gran Bretaña el 4 de junio de 1792, llamándolo como uno de sus oficiales, el teniente Peter Puget. Originariamente el estrecho fue administrado desde Fort Vancouver como parte del Distrito de Columbia de la Hudson's Bay Company. Cuando fue firmado el tratado de Oregón, en 1846, el territorio pasó a depender de los Estados Unidos.
El primer asentamiento europeo en la región del estrecho de Puget fue Fort Nisqually en 1833. Se trataba de una granja y una oficina comercial británica de la Puget Sound Agricultural Company, subsidiaria de la Hudson's Bay Company. 
Muchos colonos llegaban a través de la senda de Oregón a la región del estrecho. El primer asentamiento norteamericano en lo que hoy es el estado de Washington fue New Market (actualmente conocido como Tumwater) en 1846. En 1853 el territorio de Washington fue segregado del territorio de Oregón. En 1888 la línea férrea del Northern Pacific railroad llegó al estrecho de Puget, uniendo la región con los estados del este.

## Hidrología

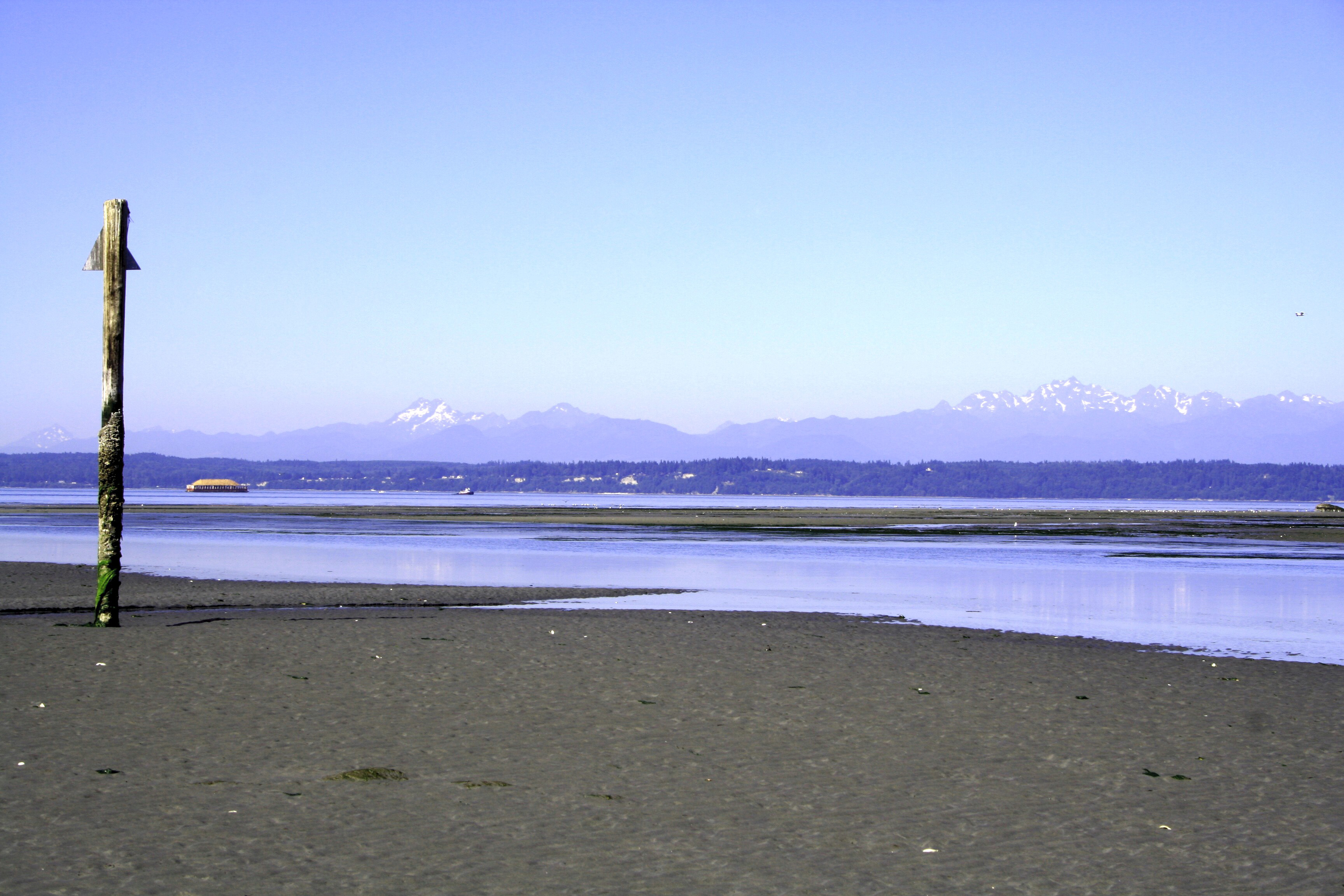
Marea baja en la isla Whidbey.

El USGS define el estrecho de Puget como un conjunto de salientes de tierra y bahías con numerosos canales y ramales. Más específicamente es un sistema de fiordos y de valles glaciares inundados. El estrecho de Puget es parte de una estructura mayor llamada depresión de Puget, que a su vez forma parte de la cordillera norteamericana.
El estrecho de Puget está alimentado por las aguas de los ríos de las montañas Olímpicas y de las Cascade Mountain. El caudal medio anual de agua dulce que se vierte en el estrecho de Puget es de 1.200 m³/s, con un máximo mensual de 10.400 m³/s y un mínimo de 400 m³/s. El estrecho de Puget tiene 2.144 km de costa, frente a 2600 km² de superficie de agua y un volumen de agua de 110 km³. El agua trasegada durante cada marea es de 5,3 km³. La mayor velocidad de las mareas está en Deception Pass, con una media de entre 9 y 10 nudos.
El sistema del estrecho de Puget está formado por cuatro profundas hondonadas comunicadas entre sí por aguas someras.  Las cuatro hondonadas son el canal Hood, al oeste de la península de Kitsap, Whidbey Basin, al este de la isla Whidbey, South Sound, al sur de Tacoma Narrows, y la Main Basin, que se subdivide en Admiralty Inlet y la Central Basin. Los mantos someros del estrecho de Puget, una especie de morrenas submarinas, separan las hondonadas entre sí, y el estrecho de Puget del estrecho de Juan de Fuca.  Tres mantos someros son especialmente importantes—el que está en Admiralty Inlet separando el estrecho de Puget del estrecho de Juan de Fuca; el que está a la entrada del canal de Hood (a unos 53 m. bajo la superficie del mar); y el de Tacoma Narrows (a unos 44 metros).  Otros mantos someros que no llegan a formar una barrera complete son el de la isla Blake, el del paso de Agate, el de Rich Passage, y el de la península de Hammersley.
Las mareas en el estrecho de Puget son de tipo mixto, con dos mareas altas y dos bajas cada día.  La configuración de las hondonadas y mantos someros y sus interconexiones causa que la diferencia de cotas entre mareas en el estrecho de Puget sea enorme.  La diferencia de altura entre la mayor marea y la menor es de unos 0.091 m. en Port Townsend en Admiralty Inlet, mientras que esta diferencia es de 4.4 m. en Olympia, en el extremo sur del estrecho de Puget.
El estrecho de Puget es generalmente considerado el inicio del Pasaje Interior.

## Transportes
Existe un único sistema estatal de transbordadores, el Washington State Ferries, que conecta las principales islas con la tierra continental. Este sistema de transporte permite tanto a peatones como vehículos moverse por toda la región del estrecho.

## Flora y fauna
Se estima que más de 100 millones de geoducks se encuentran viviendo en las arenas del fondo del estrecho de Puget. También conocida como "king clam" ("almeja rey") las geoducks son consideradas una delicia en los países asiáticos. 
Los cetáceos que habitan el estrecho también son una importante atracción turística. Las principales especies que habitan esta agua son:
- Orcas, que son las más famosas y fáciles de divisar. Varias familias crían en sus aguas. Existe una industria turística exclusiva dedicada a la observación de estas ballenas.
- Rorcual aliblanco,
- Cachalote,
- Ballena yubarta,
- Ballena gris.
- Delfín mular.

Los pinnípedos que habitan esta agua son:
- foca del puerto,
- león marino de Steller,
- león marino de California,
- elefante marino del norte, de forma más ocasional.

Los salmones del Pacífico que viven en sus aguas son la principal fuente de alimentos de la mayoría de los animales marinos.

## Principales islas
| - Isla Anderson - Isla Bainbridge - Isla Blake - Isla Camano - Isla Fidalgo | - Isla Fox - Isla Guemes - Isla Harstine - Isla Herron - Isla Indian - Isla Marrowstone | - Isla Maury - Isla McNeil - Isla Squaxin - Isla Vashon - Isla Whidbey |